# Jaskinia Głęboka
Jaskinia Głęboka je jeskyně v masivu vápencové skalní věže Dwoista pod kopcem Góra Zborów v oblasti Skały Kroczyckie ve vysočině Wyżina Częstochowska (Čenstochovská jura) v pohoří Wyżina Krakowsko-Częstochowska (Krakovsko-Čenstochovská jura) v Polsku. Jeskyně se nachází v přírodní rezervaci Góra Zborów v krajinném parku Park Krajobrazovy Orlich Gniazd a Natura 2000 Ostoja Kroczycka. Jeskyně je v katastru vesnice Podlesice ve gmině Kroczyce v okrese Zawiercie ve Slezském vojvodství. Vstup do jeskyně je zpoplatněn.

## Další informace
Jeskyně má délku 190 m, převýšení 22,4 m a stálou teplotu 8 °C. V současnosti je to nejdelší známá a zároveň také jediná veřejně přístupná jeskyně oblasti Skały Kroczyckie. Vstup se zapůjčenou přilbou a průvodcem je u parkoviště v blízkém informačním centru Centrum Dziedzictwa Przyrodniczego i Kulturowego Jury. Jeskyně je habitatem mnoha druhů vzácných netopýrů netopýrů a hmyzu. Jeskyně byla z velké části zničena v důsledku těžby vápence, respektive se zde těžil Islandský kalcit. Těžba probíhala před, během a po druhé světové válce. Jeskyně je otevřená jen v turistické sezóně a její komentovaná prohlídka trvá cca 40 minut. Nachází se na turistické trase Szlak Orlich Gniazd spojující města Krakov a Čenstochovou a naučné stezce Ścieżka Przyrodnicza Rezerwat Przyrody Góra Zborów.

## Galerie

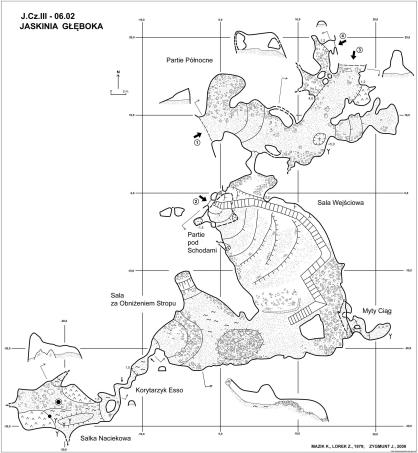
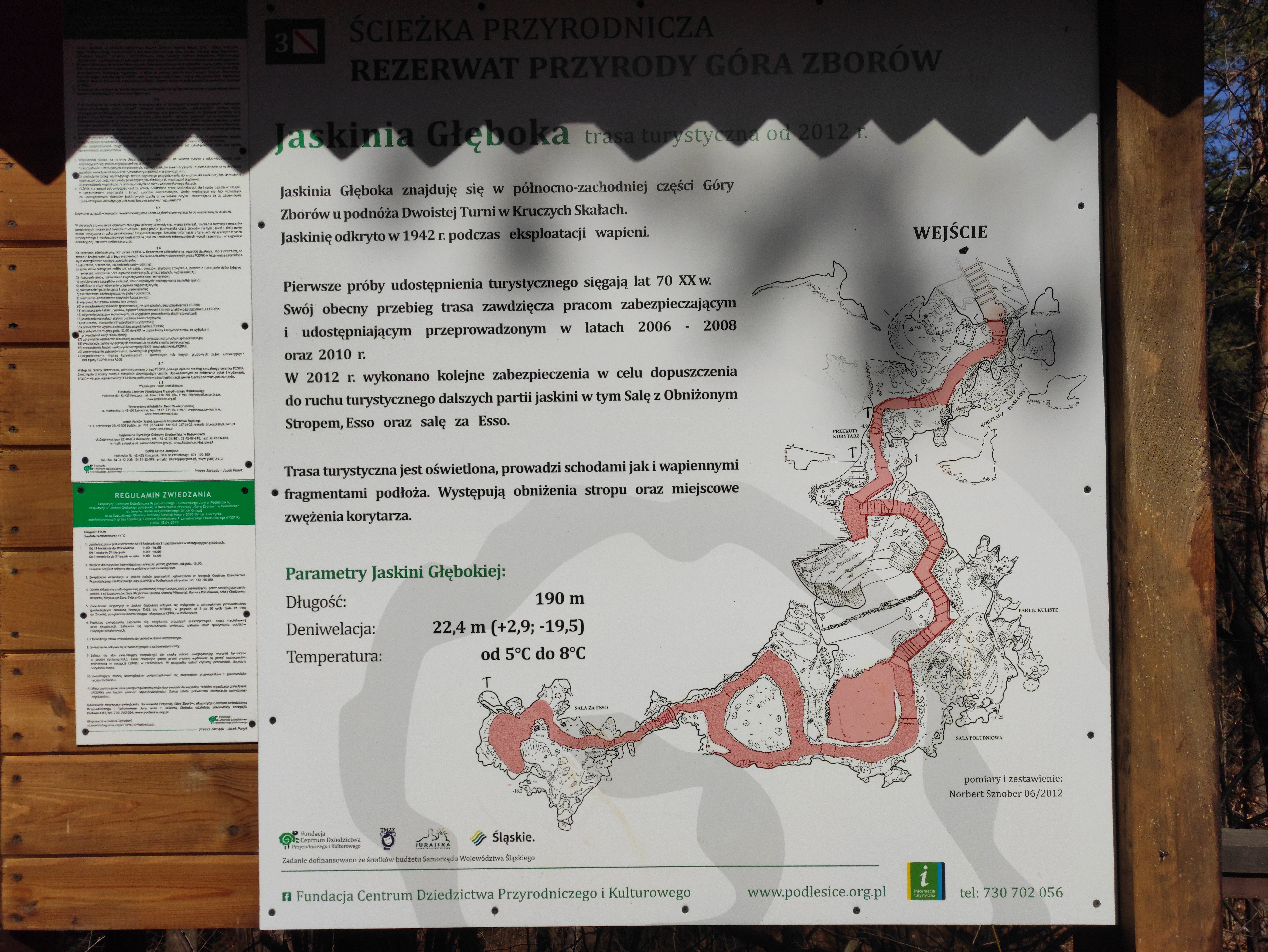
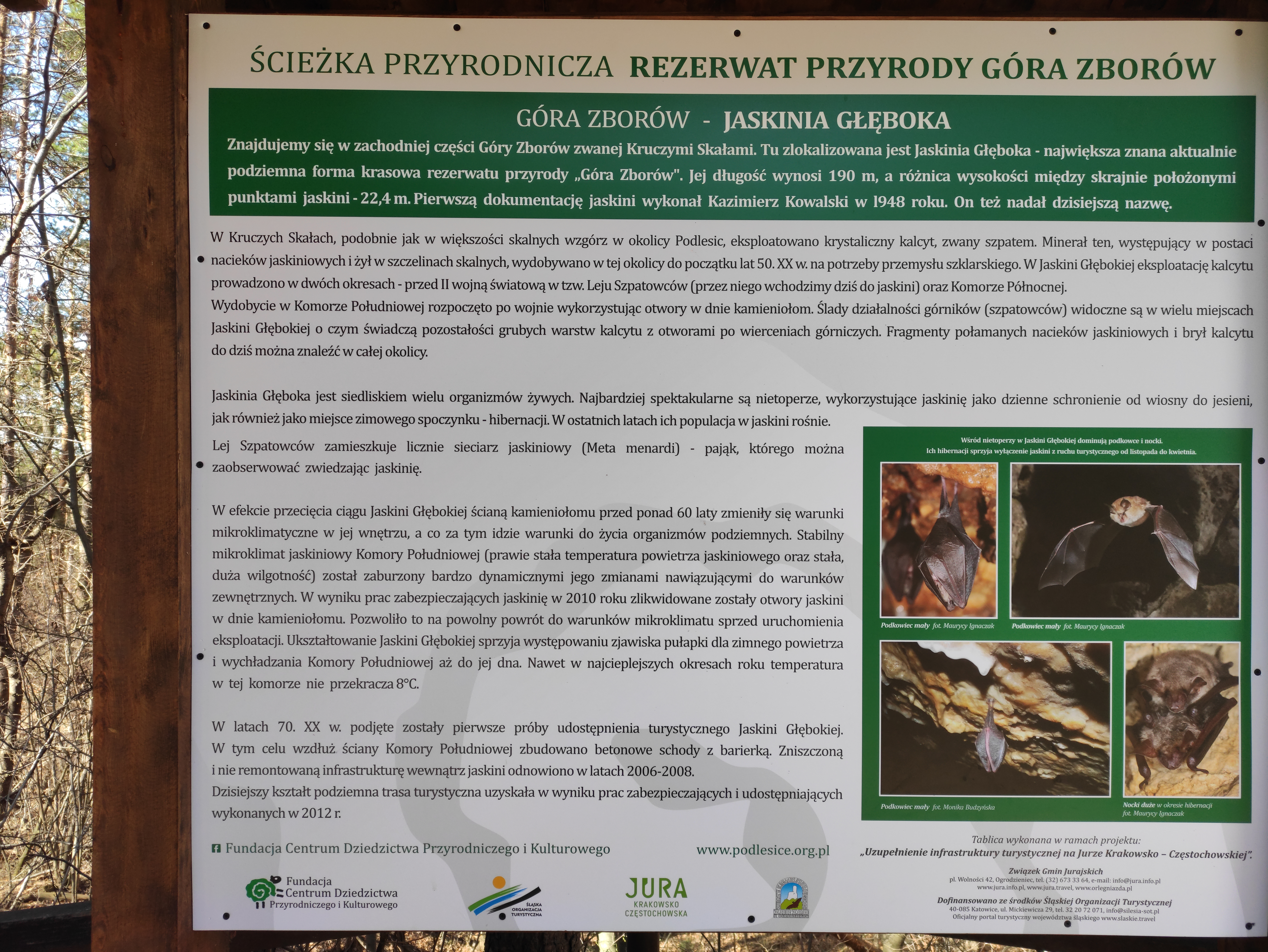
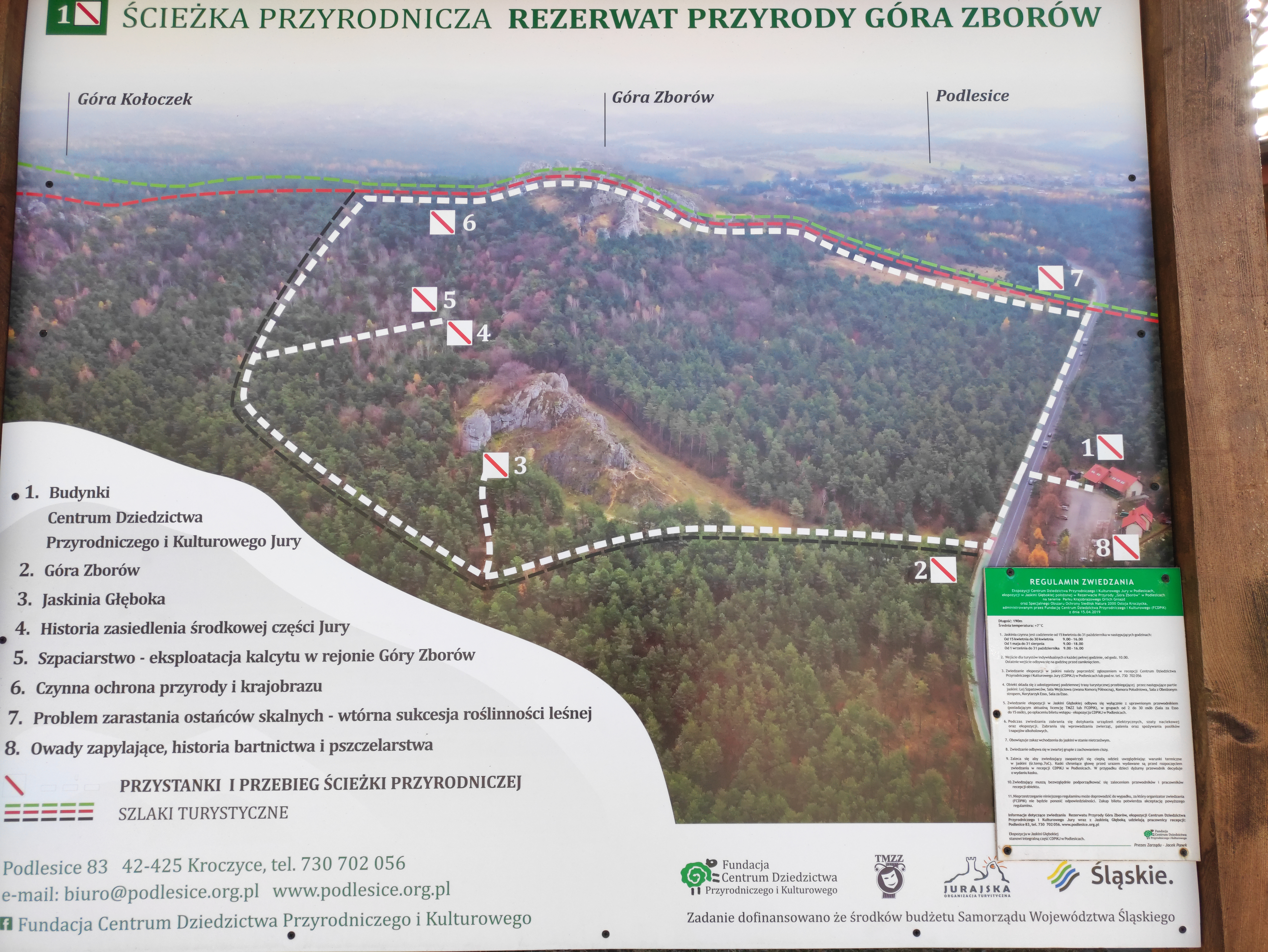
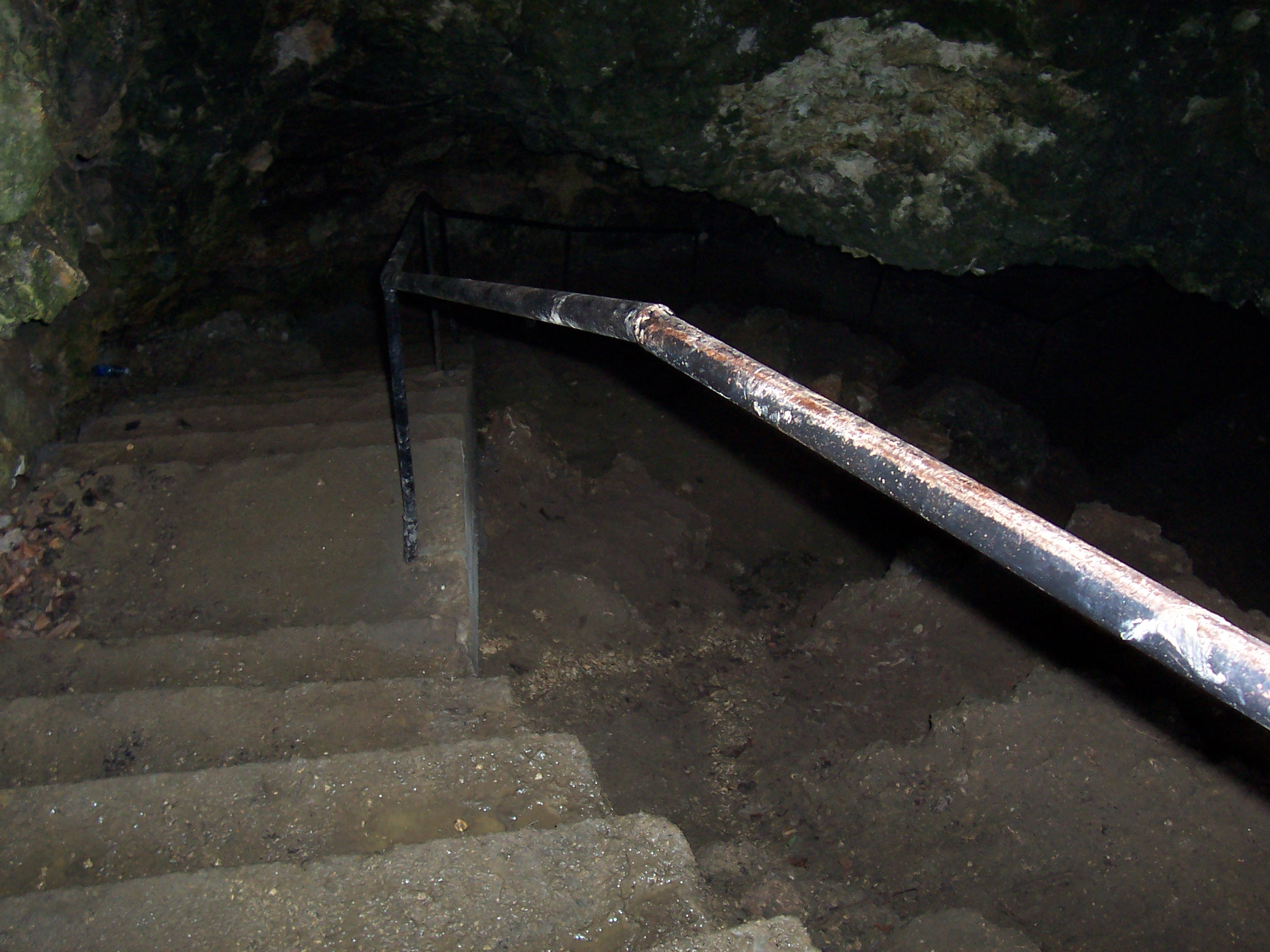